# Xiphocolaptes promeropirhynchus
Xiphocolaptes promeropirhynchus là một loài chim trong họ Furnariidae.